# 熊谷ホルどん
熊谷ホルどん（くまがやホルどん）は埼玉県熊谷市のB級グルメ料理。ホルモンを用いた焼うどんである。2010年に開催された「熊谷B級グルメ選手権」でグランプリを獲得している。
熊谷市は小麦の生産量も多く、フライやうどんが親しまれている。また、熊谷市内には食肉処理施設の県北食肉センターがあり、直送の新鮮なホルモンが利用できることから、熊谷市にはホルモン焼きを提供する飲食店が点在しており、名物ともなっている。そんなホルモン焼きと熊谷産小麦粉を用いたうどんを使用した焼うどんである。
富来・焼きそば 満願堂 （ふらい・やきそば まんがんどう）が考案した。